# 音泉
インターネットラジオステーション＜音泉＞（インターネットラジオステーションおんせん）は、コスパ関連会社であるタブリエ・コミュニケーションズ運営のインターネットラジオ配信サイト。アニメ、ゲーム、声優に関連した番組を多数配信している。

## 特徴
無料で最新週分の番組をインターネット環境（PC、スマートフォン）にて聴取できる。
有料会員である音泉プレミアムサポーター（音泉スマートフォンアプリにて登録可能）は、「プレミアム番組」、「おまけコーナー（無料番組に付属するアフタートーク）」、「過去3回分のアーカイブ配信」が聴取できる。プレミアム番組のバナーには金のふちどり、おまけコーナーが付属する番組のバナーには銀のふちどりが施されている。
番組によって配信形態（音声のみ・画像付き・動画付き）が異なる。関連動画配信サイト『＜音泉＞チャンネル（ニコニコ動画・ニコニコ生放送）』、『＜音泉＞チャンネル（FRESH!）』、『音泉YouTube（YouTube）』では、公式サイトと同時配信、またはオリジナルコンテンツを配信している。
番組の更新は、毎週もしくは隔週・月2回・月1回・不定期と各番組によって異なる。また、番組継続途中で更新間隔が変わる場合がある（例：毎週→隔週、隔週→月1回など）。

## 沿革
2004年4月にメイドカフェ・キュアメイドカフェを運営していた株式会社タブリエ（現：タブリエ・コミュニケーションズ）が、インターネットでのプロモーションを目的として立ち上げる。立ち上げる時に、コスパの元デザイナーのやまけんこと山本健司も、外部でネットラジオに関わっていたことからタブリエ代表の松永芳幸から声がかかり合流した。サイトオープン時は、Windows Media PlayerとRealPlayerから番組視聴形式を選択できていた。
サイト名の由来は、タブリエ・コミュニケーションズの初期の地下スタジオが東京都渋谷区神泉町にあり、地名にあやかる形で音が泉のように湧き出て広がってほしいという思いを込めて名付けられた。
開始時の番組
- 名塚佳織のかもさん學園
- 川上とも子のうさぎのみみたぶ（終了）
- 浪川大輔と新谷良子のカオシック×アクエリアンナイト（終了）
- みか・もりしゃんのぴんくだよ!ぶらっくどらごん（終了）
- かかずゆみの超輝け!大和魂!!

2004年
- 6月 - 有料会員制度「音泉組合」開始。

2005年
- 7月23日・24日 - 東京キャラクターショー初出展。
- 8月3日 - トップページがリニューアル。
- 9月18日 - 東京ゲームショウに初出展。以後、当イベントの出展を継続。
- 10月10日 - 複合イベント「インターネットラジオステーション＜音泉＞ 秋の大感謝祭スペシャル2005」が開催。
- 12月29日 - コミックマーケットに初出展。以後、当イベントに継続して出展。

2006年
- 4月3日 - サポーターズコミュニティサイト「BEWE」にて音泉サポーターズクラブ「音泉組合」スタンダードサポーター受付開始。しばらくの間は過去ログ放送などが無料で聴取・閲覧できた。その後、音泉組合は解散し、掲示板は会員専用の掲示板も含めて廃止された。
- 5月1日 - プレミアサポーターを受付開始。過去ログ放送の聴取・閲覧が有料に。
- 10月上旬 - 番組の聴取が極めて困難な状態が2週間程度続き、全番組の配信を1週間強中止。音泉側は『うたわれるものらじお』のアクセス殺到の影響とそれによる不正なアクセスによりサーバーに高負荷がかかったためと説明している（実際にランティスウェブラジオでも同様の事態が発生した）。後に配信中止期間中前後の番組は各々配信期間の変更や延長で対応された。

2007年
- 3月25日 - 東京国際アニメフェアに初出展。以後、当イベントに継続して出展。メインステージにて「インターネットラジオステーション＜音泉＞ 春の新番組スペシャル」が行われた。司会はやまけんと福井裕佳梨。

2008年
- 3月31日 - 全ての番組紹介内のデザインがリニューアル。新たにパーソナリティ紹介欄の宣材写真・名前・誕生日が追加。画像が週ごとに上書きされるように変更。それに伴い、旧番組ページ、並びに画像の削除がサーバー上で行われた。
- 7月14日 - デザインをリニューアル。Microsoft Silverlightを導入。Microsoft Silverlight非対応パソコン（Intel製ではないx86互換CPU・旧型のIntel製CPUを搭載したもの、Windows以外のOSを使用するものなど）用の簡易版ページが登場。
- 11月27日 - 音泉通販サイト「おといずみ部屋」オープン。

2010年
- 7月28日 - ＜音泉＞公式Twitter開始（告知自体は8月24日）[3]。
- 8月24日 - 簡易版が廃止され、Adobe Flashで表示されるタイプにリニューアル[3]。

2011年
- 11月1日 - パーソナリティ・川上とも子の逝去により事実上終了した『川上とも子のうさぎのみみたぶ』が番組表から外され、特設サイトとして残る。500回を記念したOP曲・ED曲のmp3データの無償ダウンロード配布を開始。
- 12月29日 - Android向け音泉アプリを先行リリース。扱いは正式版ではなくベータ版。

2012年
- 3月30日 - iPhone向け音泉アプリをリリース。
- 4月28日 - ニコニコ超会議に初出展。以後、当イベントに継続して出展。
- 5月7日 - 音泉通販サイト「音mart」オープン。

2013年
- 6月26日 - タブリエ・コミュニケーションズによるイベントスペース「13式催事空間（イチサンシキサイジクウカン）」が秋葉原にオープン。

2014年
- 3月22日 - AnimeJapanに初出展。以後、当イベントに継続して出展。オープンステージにて「音泉10周年企画発表ステージ」が行われ、この10年間で最も音泉に貢献したパーソナリティとして、下野紘が音泉キングに就任。
- 4月29日 - character1に初出展。以後、当イベントに継続して出展。
- 5月3日 - マチ★アソビに初出展。以後、当イベントに継続して出展。
- 6月26日 - サイトを大幅リニューアル。検索機能、情報ページのタブ化、番組リスト表示機能、土日更新枠が追加された。
- 7月5日 - 7月6日 - 設立10周年企画として、＜音泉＞チャンネル（ニコニコ生放送）にて『インターネットラジオステーション＜音泉＞10周年記念24時間生放送[4]』を配信した（タイムスケジュールは後述参照）。
- 12月28日 - 12月30日 - コミックマーケット87に出展し、月刊アニメージュとコラボした記念ムック『インターネットラジオステーション＜音泉＞× Animage　-10th Anniversary Memorial Photo & Media Book-』を発行。

2015年
- 3月21日 - AnimeJapan 2015に出展した際、オープンステージにて、音泉も実行委員を務める「第1回アニラジアワード[5]」授賞式が行われた。以後、このアワードは毎年継続して行われている。
- 4月 - 白組とタブリエ・コミュニケーションズがタッグを組んだオリジナルアニメ作品『えとたま』がTOKYO MXなどで放送された。
- 8月22日 - 8月23日 - キャラホビ2015 C3×HOBBYに出展。

2016年
- 2月21日 - 単独イベント『＜音泉＞公開録音祭り 2016 冬』を有楽町朝日ホールにて開催。以後、このイベント系列は『＜音泉＞公開録音』または『＜音泉＞祭り』として継続して行われている。
- 11月19日 - 単独イベント『＜音泉＞文化祭2016』を3331 Arts Chiyodaにて開催[6]。

2017年
- 2月15日 - 音泉スマートフォンアプリが大幅リニューアル。新機能として、プレイリスト、スペシャルメッセージ、スリープタイマー、一時保存機能、マイページなどが追加された。
- 2月18日 - 『＜音泉祭り＞2017冬』をよみうりランド 日テレらんらんホールにて開催。
- 3月31日 - 「音mart」と「おといずみ部屋」が統合し、「音mart」に一本化された。
- 7月24日 - 音泉スマートフォンアプリver2.2.0がリリース。有料会員（音泉プレミアムサポーター）は過去3回分のアーカイブ配信、プレミアムコンテンツ（プレミアム番組、おまけコーナー）の聴取が可能[1]。

2018年
- 2月18日 - 『＜音泉祭り＞2018冬』を幕張メッセ にて開催。
- 4月27日 - 音泉開設15年を記念し、毎週金曜日にオリジナルラジオ（『音泉キング「下野紘」のラジオ きみはもちろん、＜音泉＞ファミリーだよね?』、『立花理香のハッピーマネー・プロジェクト』、リスナー・スタッフ・出演者がやってみたい番組や過去に配信された番組の復活配信を行う単発企画の『スペシャルラジオ』）を順次配信[7]。
- 7月14日 - 7月15日 - 設立15周年企画として、＜音泉＞チャンネル（ニコニコ生放送）にて『インターネットラジオステーション＜音泉＞27時間ニコ生放送[8]』を配信した。
- 8月13日 - 9月30日 - 長野県白馬村とコラボレーションし、白馬村に限定ラジオや「キングの家」を設置、コラボフード・コラボお土産販売などを行った[7]。

2019年
- 3月2日 - 単独イベント『＜音泉祭り＞2019冬』を舞浜アンフィシアターにて開催。
- 4月29日 - ニコニコチャンネル『インターネットラジオステーション＜音泉＞プレミアムサポーター　男湯』開設。男性パーソナリティ番組を集めたニコニコチャンネルが開設された。開設を記念して7月21日に『インターネットラジオステーション＜音泉＞プレミアムサポーター男湯開設記念イベント〜男湯祭り〜』を開催。

2020年
- 2月2日 - 単独イベント『＜音泉＞祭り2020冬』をなかのＺＥＲＯ　大ホールにて開催。
- 7月27日 - 全面リニューアルした[9]。PC版がFlashからHtml5への全面移行が完了。これを記念し、8月9日にニコニコ生放送にて、『インターネットラジオステーション＜音泉＞12時間生放送！＜音泉＞がリニューアルしました！』を配信。
- 12月27日 - 『インターネットネットラジオステーション＜音泉＞年末特番「GO！TO！音泉♪」 〜2020年最後にリスナーの皆さんに喜んでもらえるお知らせをするにゃす！〜』を配信。

2021年
- 6月12日 - 番組合同イベント＜音泉＞祭りを舞浜アンフィシアターにて開催。また、公式ニコニコ動画・音泉YouTubeチャンネルでも配信。

## 番組

### 現在配信中の番組

#### 月曜日
- 松岡ハンバーグ
- 富田美憂・前田佳織里の“調査のご依頼、お待ちしてます!”
- 6-シックス-のゲラゲラジオ
- HELIOS Rising Heroes ラジオ マンデーナイトヒーロー
- チェンクロ公式WEBラジオ「ちぇんらじ」
- 高橋李依・上田麗奈 仕事で会えないからラジオはじめました。
- 大原さやか朗読ラジオ　月の音色〜radio for your pleasure tomorrow〜
- 名塚佳織のかもさん學園
- Salon de Tanedaへようこそ♪
- 稲垣好 はおうの城
- ポルカドットスティングレイ雫の「このラジオに好きな⼈がいます 」
- 外れスキル《木の実マスター》 〜ラジオで無限に喋れるようになった件について〜
- Radio Unnamed Memory
- 広瀬裕也と宮本侑芽のとりあえずUNISON
- 鴨乃橋ロンの禁断推理　ロンとトトの凸凹ラジオ 2nd Season
- らじキャン△〜ゆるキャン△情報局〜
- 内田真礼とおはなししません!?

#### 火曜日
- イヤホンズの三平方の定理
- ファイルーズあいの“愛”・ルーズ・Fight!
- 木村良平の感度は良好!
- かかずゆみの超輝け!やまと魂!!
- 相坂優歌と前田玲奈のも～っと♪トガリズム
- 天﨑滉平・大塚剛央の「ぼくたち、まだフレッシュですかね？」
- 石見舞菜香のらじおてくてく
- 「花は咲く、修羅の如く」SMGラジオ
- サラリーマンが異世界に行ったら四天王になった話 ～居酒屋ラジオ～
- 魔法使いの約束ラジオ ～こちら魔法舎談話室～
- 結川あさき「TIME IS FUNNY」
- ケロロ軍曹のケロッ！とラジオ
- テレビアニメ「鬼滅の刃」公式ラジオ　鬼滅ラヂヲ　WEB版
- 佐々木琴子のここだけのこと

#### 水曜日
- 伊ヶ崎綾香のバイノーラル音喫茶
- Re:ゼロから始める異世界ラジオ生活
- くまがみ珈琲店〜プレミアムブレンド〜
- ゆうときょうかの「あつまれ!ささもり!」
- ラブライブ!サンシャイン!! Aqours浦の星女学院RADIO!!!
- 松井恵理子のにじらじっ!
- 魔法使いと７つの扉
- 福山蒼井（隔週）[10]
- るろうに音信
- DIALOGUE＋RADILOGUE
- ぼっち・ざ・らじお！
- 凍牌〜裏ラジオ闘牌録〜
- 大渕野々花ののののべる
- 小澤亜李と佐藤日向は素直なふたり
- 岬なこのそんなこんなこラジオ！
- 佐伯伊織・涼本あきほの「だまされたと思って聞いてみな！」
- 「妃教育から逃げたい私」福山 潤の愛が深すぎるラジオ

#### 木曜日
- モンハンラジオ 良三の部屋
- 俺たちを好きなのはリスナーだけかよ
- 汐谷・浦尾の変身☆男子
- 社長、ラジオの時間です!シャチラジ!
- 「天晴爛漫!」Radio Here we go!!!!!
- オトメ＊ドメイン　RADIO＊MAIDEN
- 宇崎ちゃんは遊びたい! SUGOI RADIO 〜先輩が可愛そうなんで一緒に喋ってあげるッス!〜
- 吉岡茉祐と山下七海の ことだま☆パンケーキ
- 村上奈津実・伊藤彩沙　最近、好きになりました
- 釘宮理恵のいつだって、はじめのいっぽ
- 鷲崎健・藤田茜のグレパラジオ
- NEWS ド級編隊エグゼロス
- はくばく Presents 高森奈津美・三澤紗千香の山梨応援ラジオ
- レッドプライドオブエデンプレゼンツ『エデン大陸放送局』!
- 高野麻里佳のスーパーマリカクラブ
- 千田と日笠のゾイドワイルド ZEROラジオ
- 天津向のためになるらじお
- 稗田寧々 鈴代紗弓のコーラルマイク
- 普通に津田健次郎
- 鷲崎健・藤田茜のグレパラジオP
- 檜山修之とやまけんのただ座して噺すのみ!ラヂオ。
- なっちゃん・あやさち・ゆめちゃん　最近、好きになりました
- 楠木ともりのこと。
- 山田じぇみ子のざこざこお兄さん取締ラジオ【ざこラジ】
- セガプラザ通信

#### 金曜日
- 花とゆめ 男子会!?らじお
- 風音と桜川未央と桃井いちごの女子会ノリでラジオがしたい!（隔週）
- ネットという無数の声雄が割拠する世界から、最新最強の武器バイノーラルマイクを駆使し、ファンのみんなに癒しと感動を与える声優を、とにかく!全力を尽くして熱く応援するラジオ
- ゆみりと愛奈のモグモグ・コミュニケーションズ
- 羽多野渉・佐藤拓也のScat Babys Show!!
- 広瀬裕也と宮本侑芽のとりあえずRADIO
- 藤田茜シーズン1
- 内田彩の今夜一献傾けて
- 南條愛乃・エオルゼアより愛をこめて
- 民安ともえ と 青葉りんごの神プロRADIO
- 立花ベース in 初台
- 鈴木愛奈のring A radio
- 骸骨騎士様、只今ラジオへお出掛け中
- あざらしラジオ
- 男子禁制！？くノ一ラジオの胸の内
- 処刑RADIO ～処刑少女の語る道（ラジオロード）～
- ラジオ「『結城友奈は勇者である 花結いのきらめき』勇者部活動報告 きらめきの章」

#### 土・日曜日
- Lump of Sugar放送部
- 音泉キング「下野紘」のラジオ きみはもちろん、＜音泉＞ファミリーだよね？

#### 毎月更新
- Re:ステージ!Chain of RADIO
- Cheer球部！RADIO！かっせ！かっせ！Qace！
- ラジオ 夏目友人帳 〜あやかしの章〜
- Fate/Apocrypha　Radio トゥリファス! リターンズ
- 楠木ともりのともりるきゃんどる
- ラジオ　VOICE ACTRESS CONCERTO!
- ダンジョン飯・迷宮探索ラジオ

### 終了した番組

#### 2004年
- みか・もりしゃんのぴんくだよ! ぶらっくどらごん
- 浪川大輔と新谷良子のカオシック×アクエリアンナイト
- 爆天ラジオ
- ラジオげんしけん

#### 2005年
- Broccoli The Night 佐藤裕美のヒロミデンパ
- 集英学園インターネットラジオステーション〈音泉〉分校乙女研究部
- まじ☆ラジ
- インターネットラジオ 砂ぼうず
- Broccoli The Night みか・もりしゃんの Gamers Amusument Station
- スーパーダッシュステーション 中原麻衣と金田朋子の熱ラジ。
- 清水愛 看板ざくろ姫
- 真田アサミのコミックデ・ジ・キャラット
- ラジリスク〜伊賀忍放送〜（毎月第1木曜日・全9回）
- Production I.G STATION（全9回）
- らぶげ魂 愛とかほるのらぶフェロ♥
- らぶげ魂 外道乙女隊放送局
- クロスワールドレイディオ
- 元・斉藤圭のスピードグラファー『快楽超人ユーフォリア』皆様の不景気を救います!（斉藤圭のスピードグラファー『快楽超人ユーフォリア』皆様の不景気を救います!）

#### 2006年
- ラジリスク〜甲賀忍放送〜
- ARIA The STATION Neo VENEZIA INFORMALE
- Broccoli The Night 水野良Produce りょーことゆーなの G☆A☆
- ウルジャンナビゲーター
- アリカ&ニナの乙女ちっくレディオ
- アミューズステーション
- はにはにラジオ
- Broccoli The Night ラジオトゥルーティアーズ るいと穂香の瑞鳳学園放送部(T_T)
- 佐藤ひろ美のコミデジ
- 佐藤ひろ美のコミデジ+
- Solty Reidio
- Radio LEMON ANGEL PROJECT
- ラグナロクパーティー
- ウィッチブレイディオ
- らぶフェロのがんばりましょうもうけましょう
- RADIO BLACK CAT
- インターネットラジオ西の善き魔女 Astraea Testament
- Splash Candy's Trico Station
- Yo-Jin-Bo 大橋隆昌の池袋からこんにちわ
- 花小町の水ものラジオ
- 石田燿子のHYPER ANISON WEB♪（隔週）
- インターネットラジオ カレイドスター そらとレイラの すごい ○○
- 麻衣&愛の電撃G'sラジオ ストロベリー・パニック! 〜お姉様といちご♥そうどう〜
- おTOKKOのRADIO（隔週）
- Giftにじいろホームルーム
- MOE MUSIC STATION 萌みゅう
- 亜美とかおりのキミキス チューニングアップ♪

#### 2007年
- Simoun〜電波 DE リ・マージョン〜
- ガラスの艦隊 疾風のクレイディオ
- スクラン二学期 ウィークエンド
- エレンディア放送局 リヴィエラジオ
- サブちゃん一家の、だからアニメはやめられない!?
- はぴねす!瑞穂坂学園校内放送（隔週）
- ARIA the Station Due
- RG RADIO
- やまけん★愛のゲームの魅力 マトリックス編
- 週刊!エコル放送室
- DIEBUSTER WEB RADIO TOP! LESS
- 菜の花すみれと富田麻帆のサタデーナイトチャレンジ
- 佐藤利奈のあの空で逢えたら（月1配信〈初期の頃はアニメイトTVでも同時配信〉→隔週→音泉&アニメイト交互放送）
- Little Nonのレッツゴーハッピー
- でじこのへや for ウィンターガーデン（隔週配信・全4回）
- オトチンオーバードライブ
- BELOVED放送局 コトカナ ココカラ
- RADIO アニキャラEXPO
- ラジオ パンプキン・シザーズ こちら陸情3課放送局（途中から隔週）
- おもしろミノリ放送局
- うたわれるものらじお
- 勝平・金谷のディナーショー（第2週・第4週月曜日配信）
- 生天目仁美のお陽さまとおさんぽ（隔週木曜・音泉サイド）
- ぴくせる☆まりたん 平和維持らじお
- コンチェルトゲート放送局! in 音泉 with ログイン編集部
  - ラジオ・コンチェルトゲート ほっぷすてっぷ中!
- Simoun〜電波 DE リ・マージョン〜 SpecialFlight
- Little Nonのレッツゴー★ハッピー 〜秋葉原万歳編〜
- ういんどみるPresents はぴねす!情報局（隔週）
- 月面兎兵器ミーナ スポルナ情報局 麻里奈と衣里のもうちょっと『聞いて、み〜な!?』
- カンオケ男のレッツ・バロック
- Fate/stay tune
- 瀬戸の花嫁 嫁入りラジオ
- S-ラジ ワイド 集英組
- ロミジュリ×レイディオ
- あっちゃんとゆりしーのE☆2らじ
- 愛と真守の週刊エル・カザド通信!
- ウエルベールの物語 〜ラジオの章〜
- ま〜まれぇど放送局 サクラサク♪さくらじお（隔週）★
- F&Cラジオ
- ケンコー全裸系水泳部 ウミショー 準備運動（隔週水曜日配信）
  - ケンコー全裸系水泳部 ウミショー 夏!!本番
- 武装神姫 RADIO RONDO
- バルドバレット ラジオブリアム
- THE IDOLM@STER RADIO
- 菜の花すみれと稲村優奈のサタデーナイト・メインイベント
- Knock Out VOICE!!
- 音泉突破グレンラガンラジオ
- ゴスロリ少女探偵団 ラジオ日誌
- スーチーパイ ラジオSTATION S ハッピィPuPePo♪
- ピリオドらじお
- インターネットラジオ アイエフ放送局（隔週）
- ケータイ少女 〜ラジオスピリッツ〜
- DRAGONAUT STATION ISDA情報局
- ことと ふたりこと
- バラトラ 〜こちらオーディション傍聴席〜
- あっちゃんとゆりしーのえつらぢZ
- サーカス情報局 VOLCANO
- 銀河鉄道情報局（不定期）

#### 2008年
- 矢口&やまけんのラジオ・グランドライン（S-ラジ）
- Radio ToHeart2
- スクウェア・エニックスPresents 週刊ラジマガ編集部
- 乙女ユニオン結成!麻衣とゆいのユグドラジオ
- Piaラジ・キャロットへようこそ!!
- 風魔の小次郎 ラジオ風林火山!
- 帰ってきたカンオケ男のレッツ・バロック
- るり色輪廻 〜ラジオはじめて物語〜
- ゆかな*はるな canary*lunar Market（隔週）
- おっきー・しんでぃの獏狩りないと!（隔週）
- 菊ちゃん愛ちゃんの ネットラジオが好きだーっ!〜痛い痛い痛痛たたたいぃぃぃぃ…qあwせdrftgyふじこlp
- ARIA The STATION Tricolore
- ラジオ! ロザリオとバンパイア
- Radio School Days
- ハヤテのごとく! Radio the combat butler
- 夢世界 入門の書
- 小山剛志のひげラジオ
- 能登麻美子と釘宮理恵の『麻生祇コンサルティング的ラジオ』
- RADIO MACROSS
- PULLTOP×PULLTOP（隔週）
- ケータイ少女 〜声の課外授業〜
- ラジオ・バンブーブレード〜文武両道!
- はばたけ!スカイガールズ ラジオ
- 『ヒーローアカデミーJ』鈴村健一の放課後ラジオ!
- かおりと涼のキミキス チューニングポップ♪
- RADIO d2b
- CHAOS;HEADラジオ 妄想電波局
- 〜飯塚雅弓の月刊ラジオグランプリ〜 ともだち100人できるからっ♪（第4火曜日）
- ゆみこ&ゆうなのえふメモらじお
- 紅ラジオ おとなの時間
- 関東図書基地 広報課女子寮（隔週）
  - 関東図書基地 広報課男子寮（隔週）
- ペルソナ ラジオ
- わんだーらじお
- 素敵ラジオ☆ラビリンス
- インフィニットループRadio
- ウィングステックプレゼンツ おしゃべりな天使達
- ヒデラジZ
- RADIO xxxHOLiC◆継（隔週）
- サロン・ド・オトメイト
- ラジオ! マシュランボー 〜超復活!! こんどはラジオで大暴れ〜
- ヴァンパイア騎士 黒主学園放送部
- ラジオ恋姫†無双 〜愛紗と鈴々と○○のこと〜
- ラジオTo LOVEる-とらぶる-〜明乃・紗友里の彩南高校放送部〜
- 渚と早苗のおまえにレインボー
- ラジオツインエンジェル 聖チェリーヌ学院お昼の校内放送『えんじぇるタイム』（隔週）
- SMGTV -白石稔の元気になるテレビ-
- 誰も死なない
- RADiOティンクル☆くるせいだーす（隔週）
- 恋楯ラジオ 矢尾一樹・力丸乃りこ アイギス音泉支部
- ラジオ幻想水滸伝 集まれ!108星!
- ときメモ!ラジオ ゆめぎの高校放送室
- 悠幻の学び舎Radio いもうと学園!おにいちゃん時間だよっ!
- 悪魔城ドラキュラ ラジオクロニクル
- Radio QMA!!
- Radio学園祭実行委員会
- 塔聴!!ドルアーガ
- Ai Death Gun デスガンラジオ
- ラジオ夏目友人帳〜秋ノ章〜
- 声優学園情報バラエティ『私立 ESP学園』（隔週）

#### 2009年
- ラジオ リトルバスターズ! ナツメブラザーズ!
- ときめきメモリアル Girl's Station
- 『×××HOLiC』&『ツバサ』の春まで待てないっ!（隔週）
- 祝福のカンパネらじお（隔週）
- ゆみこ&ゆうなのえふメロらじお
- ハヤコン（毎月末最終営業日）
- 週刊!アニたま水曜日
- ラジオdeヤングアニマルあいらんど! ユリア100式 大特集!
- テリらじ
- 渚と早苗と秋生のおまえにハイパーレインボー
- 頑張って少女騎士になるラジオ
- 閻魔あいの地獄ラヂオ
- ラジオギャラクシーエンジェル りょーことゆーなと&でじこラジオ
- ラジオ!ロザリオとバンパイア CAPU2（隔週）
- D.C.toEF ラジオ
- 塔聴!!ドルアーガ (第2期)
- RADIO d2b 第2期
- 稲村優奈と木谷高明のサタデーナイト・メインイベント
- ラジオ真・恋姫†無双
- AXLラジオ「Like a Butler」〜高額院放送部〜
- 霜月はるかのFrost Moon Cafe 〜臨時出店中〜
- ON/OFFのラヂオ双子伝説!
- 12人の優しい殺し屋 side R
- メロン・なじみのスパークリング☆KISS
- くろかみ 〜Radioしすてむ〜
- 天神乱漫! オーラの滝! 〜まいなすイオンがでてますよ〜（隔週）
- 緒方恵美の薔薇色天獄・銀
- タユタマらじお -昼下がりの嫁たち-（隔週）
- ラジオでひなたぼっこ革命（毎月末最終営業日）
- 静と茉莉也の恋彩限定。
- 探せ!ミス農園娘グランプリ♪（隔週）
- ブシロードしろくろラジオ
- サンデーVSマガジン カードゲームラジオ
- 明日のよいちらじを!
- 亡念のザムド ザンバニ号放送局
- 真・ティアーズ・トゥ・ティアラジオ
- 方舟休憩室（隔週）
- ESP学園PresentsRADIO 飯塚雅弓のらぶらじ（隔週）
- 『シャングリ・ラ』コエラボぶっちゃけラジオ!!
- 大正野球娘。浪漫ちっくラジオ（隔週）
- 島と海と☆こいそらじお（隔週）
- ラジオえんなび
- ザ・デビュー
- ニコニコ音泉たまご!（隔週）
- うみものらじお〜あいしてる!〜（隔週）
- ラジオ けんぷファー 賢二と愛のわくわく臓物ランド
- ヴィクトリースパーク カードゲームラジオ
- ナルウザクスダの!

#### 2010年
- ラジオ講座「よくわかる現代魔法」
- ラジオ 11eyes
- ファイト一発! 充電ちゃん!! 天才・ぷらぐの元気が出るラヂオ!!
- オトメイトガーデン
- 終末のエデン
- ラジオ タルタロス
- 電撃のピロト〜ラジオの絆〜(隔週)
- アーヴァル情報局 成瀬・白石のすまいるらじお（隔週）
- Radio Cross Days
- 来栖川重工プレゼンツ メイドロボ3姉妹 ラジオはじめました
- メイベル&三条の のーふぇいと!ラジオ(隔週)
- ラジオCHAOS;HEAD Love×2中毒注意報
- Fate/stay tune UNLIMITED RADIO WORKS
- 小山力也×広橋涼のあかね色に染まるラジオ シーズン3.1（隔週）
- AXL ラジオ かしましコミュニケーション 異文化交流アワー!
- ちゅーぶら!! 下着同好会放送室（隔週）
- ホビーアカデミー ガムシャラ
- ヴァイス・サヴァイヴ ラジオ
- こちら聖機師放送局!編集室
- 福圓美里と長谷川明子のまじかるうぇーぶっ!
- ゆとり☆ちゃんねる ラヂオもイラッとしないでね
- Webラジオ エルルゥの小部屋 IN うたわれるもの（隔週）
- 聖痕のクェイサーラジオ!〜ミハイロフ学園放送部〜
- 名塚佳織と吉野裕行のガンガンいこうぜ!
- いちばんうしろの無限大ラジ王（隔週）
- 鋼の錬金術師・ラジオFA宣言!（隔週）
- あなたと! ときめきメモリアル
- ワンダフルワールド上映記念、宣伝番組
- 迷い猫 聴いてごラン!
- 野に咲く花 -誰も死なない2-
- 大原&小清水の「戦国BASARA3」応援らじお。（隔週）
- 島と海と☆こいそらじお（第2期）（隔週）
- 真・ラジオ恋姫†無双 〜○△×○△×○△×のこと〜
- ラジオ「祝福のカンパネラ」〜クランOasisへようこそ!〜
- テガミバチラジオ〜響け!ラジ針!!〜
- 星空へ架かるラジオ
- 創刊!コミック アース・スター 編集会議
- 伝説の勇者の伝説のラジオ
- オトメイトSQUARE（第2、4金曜日）
- 荒川FM（隔週）
- えむえむっ!ラジオ 第二ボランティア部 出張所
- コミックRUSH Presents ミツルギを革命する二人（26日）
- しなこいっ ラジオ三本勝負!（26日）

#### 2011年
- ラジオ カオスヘッド3 Love×2中毒注意報♥Portable!（隔週）
- ぱすてるチャイム Continue 〜冒険者を目指すらじお〜
- 極道の花嫁「らじお・極め道」
- AXLラジオ! 5th Anniversary 異文化交流高額院放送部!（隔週）
- もっと! あなたと! ときめきメモリアル（隔週）
- Angel Beats! SSS（死んだ 世界 戦線）RADIO
- PASH! 第八分室（最終配信日）
- スタードライバーラジオ 銀河美少年アワー（隔週）
- みつどもえラジオ「3ちゃんねる」（隔週）
- こえでおしごと!WEBラジオ〜ナイショのおしごと!（17日）
- 神のみぞ知るセカイ〜落とし神Calling you〜（隔週）
- 聖痕のクェイサーラジオ2 〜翠玲学園放送部〜
- そふてにっくれでぃお!○ミ（すぱーんっ）
- AXLラジオ「愛しい対象の護り方」私立白嶺学園放送部!
- べびプリRadio ぱらだいす0［ラブ］（隔週）
- ラジオ・星空へ架かる橋「よろづよ別館」
- もっと!姉、ちゃんと聞いてよ♪（隔週）
- ラジオ Dream C Club（隔週）
- 戦国乙女〜ラジオパラドックス〜（隔週）
- かえってきた☆もえせんらじお7（隔週金曜日）[注 1]
- 盗聴探偵物語 ON THE RADIO!（隔週）
- ハヤサン（毎月第3水曜日）
- ぼんぼりラジオ 花いろ放送局
- 閃乱カグラ 原田ひとみ・喜多村英梨のにゅうにゅうラジオ（隔週）
- ラジオ リトルバスターズ! ナツメブラザーズ!(21)
- 魔乳秘剣帖 大江戸らじを
- いつ天ラジオ〜ヒメアとミライの小悪魔生徒会室〜
- 川上とも子のうさぎのみみたぶ（川上とも子の急逝に伴い終了、2011年11月1日付で特設サイトとして独立）
- 島と海と☆こいそらじお 〜はっぴーはーと〜（隔週）
- ラジオ 夏目友人帳 〜新・秋ノ章〜
- ナイルとホクトのグラール学園放送部
- 遠近孝一のスキモノ! 戦国RADIO（隔週）
- ストームラバー警報!（隔週）
- PFラジオ 力丸乃りこ 友永朱音 ポルカ村 放送局（隔週）
- アリスソフト大放送 〜featuring 大帝国〜（隔週）
- スタードライバーラジオ THE MOVIE 帰ってきた銀河美少年アワー（第2月曜日）
- モンハンラジオ 2nd（隔週）

#### 2012年
- 戦国BASARA 俺様らじお。（隔週）
- 放送天使ツインエンジェルR（隔週）
- オーガスト放送局あいよくラジオ
- 戦コレラジオ「小悪魔王・大久保瑠美の天下布武」
- パパ聞き!RADIO（毎週→隔週）
- 略してっ!つよきすラジオ♪3学期 ポータブル（隔週）
- 東京バベル パンドラ放送部
- バカとテストと召喚獣 文月学園放送部（毎週→隔週→毎週→隔週）
- GUILTY CROWN LOST XMAS RADIO COUNCIL
- ささら、まーりゃんの生徒会会長ラジオ for ToHeart2
- AXLラジオ「DolphinDivers」公立凪ノ海事訓練校放送部!
- ケータイ少女〜replay〜
- 良子と佳奈のアマガミ カミングスウィート!
- アニメ「シャイニング・ハーツ」〜ふわっふわのラジオ〜
- ラジオRewrite 月刊テラ・風祭学院支局
- はぐれラジオ（隔週）
- だから僕は、Hなラジオができない。
- TARI TARIラジオ ゆったりまったり放課後日誌
- 寿美菜子と宮本佳那子のふせらじ!
- 煉獄のクルセイド 絶対服従ラジオ
- オトメイトTiara（第2・第4金曜日）
- ラジオ となりの怪物くん
- 【ガールズ落語ラジオ】じょしらじ（毎週→隔週）
- スーパーダンガンラジオ 〜緒方恵美の絶望学園放送部〜
- インターネットラジオ『めだかボックス』
- 世界一初恋 〜WEBラジオの場合〜（隔週）
- マヨナカ影ラジオ
- 夏彦・サリュのルートダブル通信（毎月1回）
- モンハンラジオ モンハン部放送局（隔週）
- モンハンラジオ カプコン放送局（隔週）

#### 2013年
- 戦コレラジオ 小悪魔王・大久保瑠美の天下布武第弐幕（隔週）
- 放送紳士ツインマスク（隔週）
- ラジオだけどみんなの愛さえあれば関係ないよねっ
- パステルチャイム3 バインドシーカー 〜解き放て、運命のラジオ〜（1月25日・2月15日）
- 閃乱カグラ 原田ひとみ・今井麻美のにゅうにゅうにゅうラジオ（隔週）
- 神様はじめました 巴衛と瑞希のミカゲ社通信
- ラジオもやしもん リターンズ 某農大放送祭!
- ラジオ ガンナイトガール〜0教2区隊広報部〜（隔週）
- プリズム◇リコレクション! ☆☆☆ラジオ!（隔週）
- 悠奈と初音のラジオ・リベリオンズ!!
- 桃キュンRADIO〜お供して下さい〜（隔週）
- 僕は友達が少ない on AIR RADIO（毎週→隔週→毎週）
- アクエリTV（毎月第3火曜日更新、『温子と隼人のアクエリ放送局』から改題）
- 〜バクマン。放送局〜ラジマン。
- たまこまーけっと もちもちラジオ
- ビビッドレッド・ラジオペレーション
- 学☆王 -THE ROYAL “RADIO” STARS-（隔週）
- 今井麻美・関智一のRADIO STEINS;GATE（隔週）
- ラブライ部 ラジオ課外活動 〜にこりんぱな〜（15日）
- 夏彦・サリュのルートダブル通信
- ゆゆ式放送部
- モモキュンRADIO 〜引き続きお供して下さい〜（隔週）
- 内田真礼・徳井青空のブシモ通信（2012年12月4日 - ?までは毎週配信、2013年7月2日 - 9月24日までは隔週配信）
- アラド戦記 WEBラジオ 佳奈と史子のラジオ戦記!（2013年7月30日 - 9月17日）
- 武装神姫 マスターのためのラジオです。
- 惡の華 クソムシラジオ（隔週）
- あいうらじお
- 絶対防衛! ラジオたん!（隔週）
- 切と祝の断裁分離のクライムレディオ
- スタードライバー THE MOVIE また!? 帰ってきた銀河美少年アワー（隔週）
- ラジオの婚約者と幼なじみが修羅場すぎる
- AXLラジオ「百花繚乱エリクシル」 ミルトス放送局!
- TVアニメ「デビルサバイバー2」ラジオ ニカイア（隔週）
- ちなつとまひろのメモオフラジオ!〜ふたりで風流庵〜（隔週）
- 這いよれ! ニャル子さんW 名状しがたいラジオのようなもの（隔週）
- ダンガンロンパ 希望のラジオと絶望の緒方 THE ANIMATION
- DISORDER6 〜鎖で繋がれたRADIO〜（隔週）
- GDF広報室提供「MJPザンネンラジオ」
- 浪川大輔・宮野真守の「GATCHAMAN CROWDS RADIO」
- Rejet Presents ダミーヘッドマイク妄想ラジオ LOVE★BOMBER
- ファンタジスタトーク
- ハヤラブ（隔週）
- とあるラジオの超電磁砲S
- 茉莉也と寿子のフォトカノ撮れたてポートレートkiss 稔もいるよ!（隔週→毎週→隔週→毎週）
- 逆転裁判5 〜逆転のアニマルサーカス!?〜
- Whirlpool & HOOKSOFT Presents うみおかける! 大航海ラジオ（隔週）
- 恵比寿学園男子部 放課後Customize
- RADIO ν WING

#### 2014年
- 蒼きラジオのアルペジオ（隔週）
- 神のみぞ知るセカイ 〜落とし神Calling you〜（イレギュラー）
- Fate/kaleid liner イリヤと凛のプリズマ☆ナイト!（隔週）
- イワトビちゃんねる
- のんのんびよりうぇぶらじお のんのんだより!なのん
- ラジオ・機巧少女 〜メインキャストは傷つかない〜
- 境界の彼方 ふゆかいラジオ
- 前野と諏訪のネニャフル学院・放送室
- 佐藤利奈のあの空で逢いましょう♪F（毎週木曜、2007年4月12日から2014年3月27日）
- レヴラジ 〜東京レイヴンズラジオ〜
- 咲らじ-全国編-
- WHITE ALBUM2 同好会ラジオ
- キルラキルラジオ
- ストブらじお 雪菜と凪沙のおとなり放送局
- 凪のあすからじお
- みなさまあっての麻生夏子ですレディオ
- スクエニChan!
- ラジオ魔法戦争（隔週）
- VitaminR Radio Session（隔週）
- 中二病でも恋がしたい! 〜闇の炎に抱かれて聴け〜
- キャプテン松岡のラジオ爽海バッカニアーズ!
- ブラック・ブレット 〜延珠 & ティナの天誅ラジオ〜
- 未確認で進行形 〜うまく言えないのでラジオで確認してください〜
- 「悪魔のリドル」ラジオ〜黒組通信〜
- 星刻の竜騎士RADIO 〜アッシュとエーコ ドキドキ♡育成講座〜（隔週）
- ラジオ英雄*戦姫（第2・第4火曜日）
- 夏子と千和のツンピリラヂヲ
- ソウルイーターノット! NOTりラジオ!
- AXLラジオ「レーシャル・マージ」王立選抜学院 放送部!
- 弱虫ペダル クライマーズレディオッショ!（隔週）
- 彼女がフラグをおられたらじお
- ジバラジオ@RED LIGHT HOUR
- アメツイ愚ラジオ（月末水曜日）
- ラジオ魔法戦争〜番外編〜（隔週）
- ディーふらぐ! ラジオ製作部（仮）（第4水曜日）
- 阪口大助の＜週刊＞声優のツボ
- 今井麻美と原由実のラジオ『コープスパーティーR』（第4金曜日）
- キルラキルラジオ改（第1水曜日）
- リトルバスターズ!R
- 霜科生徒会のひめゴトラジオ
- ご注文はラジオですか?（第4水曜日）
- PSYCHO-PASSラジオ 公安局刑事課24時（第1木曜日）
- ChaosTCG おれよめラジオ
- アオハラジオ（隔週）
- みなこい☆らじお（隔週）
- 恋がさくころ桜どき さくらじ
- M3〜ソノ黒キラジオ〜
- グラスリップ〜カゼミチラジオ〜
- マヨナカ影ラジオ ザ・ゴールデン
- マダ、ナイ、ラジヲ。（月2回〈12日・24日〉）
- マビノギ ロナとパンのファンタジーラジオ
- Aiming presents　結衣・浩子のスマートゲーマーラジオ（第2・第4金曜日）

#### 2015年
- YRAラジオヤマト（第2・第4月曜日）
- 天体のメソッド放送局
- 異能バトルはラジヲのなかで
- バンダイチャンネルのこのアニメ、絶対に見てください。（隔週）
- ラジオでツインテールになります!「ラジツイ!」
- おにぎりラジオ 〜かぐやの電子瓦版〜
- 戦場のラジキュリア（隔週）
- イワトビちゃんねるES（隔週）
- SHIROBAKOラジオBOX
- ラジオ「結城友奈は勇者である」勇者部活動報告
- 今夜もLBR!!（第2・第4火曜日）
- 暁のヨナ〜高華王国ラジオ〜（隔週）
- Fate/kaleid liner イリヤと凛のプリズマナイト!ツヴァイ ヘルツ!（最終水曜日）
- ラジオ『東京喰種トーキョーグール』-グルラジ-（第2・第4水曜日）
- 『四月』じゃないよ、『君嘘』だよ。ラジオ
- 冴えないラジオの育てかた
- PSYCHO-PASS サイコパスラジオ　公安局刑事課24時 選択なき幸福（隔週）
- クロスアンジュラジオ（隔月最終金曜日）
- アブソリュート・ラジオ 〜昊陵学園放送部〜
- 神様はじめました◎〜ミカゲ社通信・鞍馬山出張版〜
- アルドノア・ラジオ
- RADIO TERRAFORMARS 〜バグズ2号航海記録〜
- パズル戦隊デナレンジャー〜ラジオ支部〜（隔週）
- グリザイアの番組（ラジオ）〜世界に刃向かう、一つのラジオ〜
- 白井・今井のRADIO ν WING（隔週）
- ノルラジ（隔週）
- 今夜もざわざわ♪レーカン!ラジオ...なんです。
- こずみっくらじお
- TVアニメ「血界戦線」技名を叫んでから殴るラジオ!（隔週）
- ルミナスアーク インフィニティ 詩と願いで紡ぐラジオ（不定期）
- パンチラジオ
- 帰ってきた! ささら、まーりゃんの生徒会会長ラジオ for ToHeart2（隔週）
- AXLラジオ「あやかしコントラクト」宝泉守町放送局!
- 大逆転裁判 -大逆転ラヂオ-（隔週）
- FAIRY TAIL ギルド de ラジオ（隔週）
- ノイタミナラジオ
- 弱虫ペダル グランロードレディオッショ!（隔週→月1回）
- オーバーロード〜至高のラジオに忠誠の儀を〜（隔週）
- ガッチャマンクラウズRadio〜インサイト〜
- TVアニメ「Classroom☆Crisis」WEBラジオ 株式会社小澤亜李
- Goes!〜六陽魔法高校2年C組へようこそ〜（月1回）
- Charlotteラジオ 〜友利奈緒の生徒会活動日誌〜
- TVアニメ「SHOW BY ROCK!!」Webラジオ
- モンハンラジオ モンハン部放送局2nd（隔週）
- 放課後のプレアデスRADIO（毎週→隔週）
- ニンジャスレイヤー フロムラジオステイシヨン（隔週）
- なないろラジオガールズ（隔週）
- 食戟のソーマ 〜種田高橋料理學園〜（第1金曜日）
- モンスター娘たちのいる日常会話
- ラジオ コープスパーティー season 5（最終金曜日）
- アルスラーン戦記〜ラジオ・ヤシャスィーン!（隔週→月1回）
- 響け!ユーフォラジオ（毎週→隔週）
- ラジオ「あんさんぶるスターズ!」〜夜闇の魔物に怯える子猫〜（隔週）
- 音泉幼精ハコネちゃんラジオ♪（隔週）
- TVアニメ「Classroom☆Crisis」WEBラジオ 有限会社小澤亜李（月1回）
- あずべあ!!
- バトルガール ハイスクール なでラジ
- アイドルクロニクル 〜ちゃけずにラジオがんばります〜（隔週→月1回）
- Fate/kaleid liner イリヤと美遊のプリズマ☆ナイト ツヴァイ ヘルツ!（隔週）
- ご注文はラジオですか??〜ラビットハウスへようこそ〜
- Radio「緋弾のアリアAyane Ai」
- XRADIOS
- 監獄ラジオ学園（隔週）
- ランス・アンド・マスクス 〜RADIO騎士団〜
- 佐藤ひろ美のひろらじ（隔週）
- ラジオ シドニアの騎士 〜綾と綾音の秘密の光合成〜（毎週→隔週）
- オトメイトパラダイス（第2・第4金曜日）
- ジョジョの奇妙な冒険 スターダストクルセイダース オラオラジオ!（隔週）
- TVアニメ「がっこうぐらし!」こちらGSH 学園・生活部・放送局（毎週→月1回）
- ヘタリアWEBラジオ 〜ヘタリラ The World Twinkle〜（隔週）
- テイルズウィーバー公式ボイスドラマ「ネニャフル学院七不思議」
- くりぎむ!!〜クリームソーダとギムレット〜（隔週）
- それが声優!Presents WEBラジオ!
- なないろラジオガールズREPEAT（隔週）
- 蒼きラジオのアルペジオ改〜アルパン!イオナが西住みほと海で出会った〜
- ガールズ＆パンツァーRADIO〜ガルペジオ!西住みほがイオナと陸で出会った〜
- 食戟のソーマ 〜お食事処 まつおか〜（第3金曜日）

#### 2016年
- 俺がお嬢様学校に「庶民サンプル」としてゲッツされたラジオ
- 終わりのラジオ（隔週）
- 石上静香と東山奈央の英雄譚RADIO
- えとたまらじお〜ソルラルくれにゃ!〜（毎週→隔週）
- ストームラバー警報!改!（隔週）
- 蒼の彼方のフォーリズム 邪神ちゃんねる（隔週）
- ラジオ 戦姫インペリアル from 英雄*戦姫（不定期）
- アクティヴレイドRADIO
- ダイヤのA 〜ネット甲子園〜（隔週）
- のんのんびよりうぇぶらじお のんのんだより りぴーと!なのん
- スタミュラジオ〜目指せ!ラジオスター〜（隔週）
- ハルチカ 〜ハルタとチカは、ラジオする〜
- PSYCHO-PASS サイコパスラジオ 公安局刑事課24時 選択なき幸福【移植版】（隔週）
- ラブライブ! μ's広報部 〜にこりんぱな〜（隔週）
- 橋本ちなみのガチなみ学園!
- 魁☆早稲田丸!! 〜あずりすぎてよかですか?〜
- selector radio WIXOSS -Booster Pack-（毎週→月1回）
- 蒼きラジオのアルペジオ改（隔週）
- モンハンラジオ モンスターハンタークロスステーション（隔週）
- ラジオ・ディバインゲート（隔週）
- ディメラジ〜Dimension W Radio〜
- 新谷良子のただのラジオ（隔週）
- レンカとヒバリとリッカのフェンリル広報部
- 灰と幻想のグリムガル 何もないラジオ
- 最弱無敗の無線通信《ウェブラジオ》
- AXL ラジオ「恋する乙女と守護の楯 〜薔薇の聖母〜」紫法院学園 放送部!（隔週）
- 熊出村 村おこし放送
- 「俺に働けって言われても酉」発売記念特番
- 音mart presents 声優バラエティ ベッドの上からお届けします!
- 継うたわれるものらじお
- ハンドレッドRADIO 100MHz
- ばくおん!!RADIO 麗奈と立花子の放課後フルスロットル!!
- 一生ポリケロ
- コンクリート・レボ“レディオ”
- ARIA The Station Memoria
- 虹色ラジオデイズ
- ワガママハイスペックRADIO
- 砂雪と夕夏のしょこめざらじお
- 迷家‐マヨイガ‐「納鳴村 村役場広報課」
- D-world Project.R
- あんハピ♪しあわせラジオ
- トリスタラジオ!!
- 聖鍵遣いの命題 先史文明中央情報管理局広報部
- ガールズ＆パンツァーRADIO ウサギさんチーム、訓練中!
- 春佳と恵理子のりりくるRadio Stage!!!
- SA7 エージェントRADIO
- ゆりゆららららゆるゆり放送室
- ダンガンラジオ-The End of 希望ヶ峰学園-
- アルスラーン戦記 風塵乱舞〜ラジオ・ヤシャスィーン!
- チア男子!!〜RADIO BREAKERS〜
- 爽快!疾走!Radio!「CLOSERS」
- 爽快!疾走!Radio!「CLOSERS」+（ぷらす）
- 不機嫌なモノノケ庵 ラヂオノ怪
- 『無彩限のファントム・ワールド』WEBラジオ「探偵ファントムスクープ」
- フローラル・フローラブ 聖ガブリエレ学園放送部
- カバネリツアーズ
- HIDE AND FIRE -ハイドアンドファイア- カクれて、ヨケて、撃ちまくるラジオ!
- 斗々丸・金春の喧嘩番長 乙女 とことんトトコンラジオ
- ねじ巻き精霊戦記 天鏡のアルデラミンwebラジオ 種田いのり帝国
- TVアニメ初恋モンスター「…で、俺のラジオだけど、どうする?」
- 食戟のソーマ弐ノ皿presents 種田高橋の おあがりよ、まつおかさん!
- 食戟のソーマ弐ノ皿presents 大西石上の おあがりよ、まつおかさん!
- 食戟のソーマ 〜お食事処まつおか 弐ノ皿〜
- 501st JFW.OA〜第五〇一統合戦闘航空団公式放送〜
- 君咲学院放送部☆青春RADIO♪（隔週）
- 学戦都市アスタリスク〜電波星武祭〜
- 煌うたわれるものらじお
- アニメ『刀剣乱舞-花丸-』WEBラジオ 「安定・清光の『花丸通信』」
- 酒井・今井のRADIO ν WING
- Re:ステージ! 〜ラジオのれんしゅう〜
- Re:ステージ! 〜ニコ生のれんしゅう〜
- TVアニメ「SHOW BY ROCK!!#」webラジオ
- いろはと未央の枯れない世界と終わるラジオ
- ラジオ レガリア 本渡楓のエナストリア皇報局
- ガールズ＆パンツァーRADIO プラウダ高校、“Огонь”!
- GDF広報室提供「MJPザンネンラジオ」ver.2
- アイドルメモリーズ 私立華音学園放送部
- オールスターゲーム声優事務所 世界一イキたいラジオ
- 豊永・南條の2人はラジオしないと思った?
- 「信長の忍び」〜私、リスナー様の忍びになります!!〜
- ペルソナ20th ANNIVERSARY ペルソナラジオ
- スタドリ れでぃ? おー!（不定期）

#### 2017年
- TVアニメ「ステラのまほう」SNS部の進捗どうですか?
- Lostorage radio WIXOSS
- 魔放送女育成計画
- 文豪ストレイラヂヲ
- シンソウノイズ〜くすはらゆい&橘まおのラジオ事件簿〜
- ジョジョの奇妙な冒険 ダイヤモンドは砕けない 杜王町RADIO 4 GREAT
- RADIO DAYS
- ろんぐらいだぁす! らじおフレッシュ
- ガールズ&パンツァーRADIO カモさんチーム、生活指導中!
- 綾音と愛美の セイレン Say"You're cute♡"
- ラジオ「政宗くんのリベンジ」〜あやか・いのりのラジオは豚足の始まり〜
- 石上静香と大坪由佳のアニラジアワード・グランプリ!
- 井ノ上奈々の2〜3次元同好会（隔週）
- スクールガールストライカーズ Radio Channel
- HIDE AND FIRE -ハイドアンドファイア-　カクれて、ヨケて、撃ちまくるラジオ！リターンズ！！
- モンハンラジオ モンハン部放送局 3rd（隔週）
- 冴えないラジオの育てかた Again（毎月最終木曜日）
- Tales of Zestiria the X〜リスナーの情熱で番組を照らすラジオ〜（隔週）
- ラジオレコラヴ!〜ドキドキアップロード♪〜（隔週）
- エルドライブ【ēlDLIVE】〜ジャンルノRadio〜（隔週）
- クズの女子会
- ばんちゃ!見ホーダイ!（第2金曜日）
- TVアニメ「SUPER LOVERS 2」RADIO LOVERS（隔週）
- ラジオ「星恋*ティンクル」渚沙町放送局
- AXL RADIO 王の耳には届かない バーレ村放送局!（隔週）
- 亜人ちゃんはラジオで語りたい〜でみらじ〜
- ガヴリールドロップアウト〜天使と悪魔のシェアハウス〜
- TVアニメ「青の祓魔師 京都不浄王篇」ラジエク! ラジオの祓魔師!（隔週）
- ラジオMARGINAL#4〜アトムとルイのらじふぉー〜
- 「信長の忍び〜伊勢・金ヶ崎篇〜」〜私、リスナー様の忍びになります!!〜
- 響け!ユーフォラジオ2
- TVアニメ「Rewrite」ラジオ 月刊テラ・風祭学院支局
- スタミュ(第2期)webラジオ 〜AYANAGI Star RADIO〜
- システィ&ルミアの禁忌通信
- ひなこのーと ラジオひととせ
- 弱虫ペダル ニュージェネラジオ!
- アトム ザ・ビギニング 7研 1031ラジオ
- ラジオ「ことのはアムリラート」〜ユリ百合ユリア〜
- 玲緒っぽいらじお※特別番組
- ちなみとりっかの 見えちゃうらじお♪〜音泉で一泊！〜（隔週、動画）
- ナナウィンドPresents ラジオ・アリスグラムガーデン（隔週）
- レディオワーク・プラネット〜時計仕掛けのラジオ〜（隔週）
- 武装少女マキャヴェリズム すくすく矯正するらじお!
- 魔法女子☆セイレーンの女子会RADIO〜ドーナツ女子会しませんか?〜（隔週）
- 感伝ラジオ by日俳連
- RadioポッピンQ 〜ほんのすこし面白くする、それだけで世界は変わる〜
- 「桜花裁き」らじお
- ラジオ「ソード・オラトリア」〜魔導士とアマゾネス〜
- 杏花とあじ秋刀魚のまぜるなキケン!
- 幼女戦記 ラジオの悪魔
- ゼロの書ラジオ ゼロラジ!
- sin 七つの大罪〜π(パイ)ラジ〜
- 覆面系ノイズ in NO Hurry to Radio;
- はじめてのギャル がっきゅとあやち☺はじめてのラジオ
- カブキブ! ラジオ、聴かせやSHOW!
- ラジオ「真・恋姫†夢想-革命- 蒼天の覇王」
- Radio18if〜キミト ツナガル ラジオ〜
- ラジオ「結城友奈は勇者である」勇者部活動報告 春夏秋冬
- 阿座上洋平&市川太一のいただきラジオ！
- ようこそ実力至上主義のラジオへ
- モンハンラジオ モンスターハンターダブルクロスステーション
- らじお ツインエンジェルBREAK
- 「アニドルカラーズ」入学準備ゼミナール
- 僕のヒーローアカデミア ラジオ オールマイトニッポン
- 小林さんちのイシュカン・ラジオ
- 水瀬いのりの「信長の忍び」ラジオ〜私、リスナー様の忍びになります!!〜
- 鉄華団放送局
- ラジオ「異世界食堂」
- DYNAMIC CHORD [rêve parfait] CHECK☆MATE☆STATION
- ラジオ エロマンガSENSAION!
- Re:ステージ! キラリン☆らじお
- Re:ステージ! キラリン☆ニコ生
- 劇場版 Fate/stay night [Heaven's Feel] 〜もし、私がラジオをやったら、許せませんか?〜
- NECパーソナルコンピュータプレゼンツ デジタル生活応援!121ラジオ
- Lostorage radio WIXOSS -Booster Pack-
- スタレボ☆彡 ラジオ88（パチパチ）ステーション
- くっすーとウーサーのメイドインラジオ
- 先史文明中央情報管理局広報部 ファイン!!
- 将国のアルタイル〜トルキエ放送局〜
- ららラジ♪
- 宝石の国ラジオ 〜金剛先生がお呼びです!〜
- 少女終末旅行〜GIRLS RADIO TOUR〜
- 平川大輔・武内駿輔のキミキリ☆ラジオ（不定期）
- Fairy Girl☆Frejyaの #ふれぷろ TV（隔週、動画）

#### 2018年
- 魔法陣グルグルナビゲーション グルナビ!
- つうかあらじお〜二人じゃないとしゃべれない!〜
- ブレンドS・ラジオ「スティーレ閉店中!!」
- 悠木碧のマジメ過ぎてしょびってるラジオな件
- 冴えないラジオの育てかた♭
- TVアニメ『血界戦線&BEYOND』技名を叫んでから殴るラジオ
- ＜音泉＞Presentsダミーヘッドマイクであなたの耳と心を幸せにしたいラジオ（スペシャル配信）
- Radio プロジェクトEXA（毎月第4火曜日）
- あじ秋刀魚劇場　あじこのまんま（隔週、プレミアム番組）
- ぼくらの放課後戦争!〜昼下がりの逢生学園RADIO〜（隔週）
- TVアニメ『からかい上手の高木さん』Presents からかい上手の高"橋"さんラジオ
- Radio citrus secret love affair ×××.（おまけコーナー有り）
- SCRUM Radio〜らむらじ〜
- ラジオ 宇宙よりも遠い場所〜南極よりも寒い番組〜（おまけコーナー有り）
- あくまで、これは柚原みう&八尋まみのラジオ物語（隔週、おまけコーナー有り）
- ぽにきゃんぜん部!（第2・4金曜日、動画）
- ガールズ&パンツァーRADIO ウサギさんチーム、まだまだ訓練中!（隔週）
- 桜花裁きらじお斬（隔週）
- ガールズ&パンツァーRADIO アンツィオ高校、Avanti!（SP配信）
- 戦刻ナイトブラッドWEBラジオ「戦ブラジオ」（隔週）
- Fate/Apocrypha Radio トゥリファス!（月1回、おまけコーナー有り）
- Radioキリングバイツ〜獣人ウォッチング〜
- メルヘン・メドヘン 楠木ともりの見習いラジオ（隔週）
- らじお 此花亭へようこそ（おまけコーナー有り）
- ブレンドS・ラジオ「スティーレスタイル!」
- 鈴木このみと久野美咲のLOST SONG RADIO
- 東山奈央のパンドーRADIO クロエの家族日誌（毎月第1、第2月曜日）
- 前野智昭のパンドーRADIO レオンの実験報告書（毎月最終月曜日）
- ラジオ『ヒナまつり』 Little Song へようこそ!
- 小見川千明とBANBANBAN山本の輪廻を木っ端微塵!（隔週、おまけコーナー有り）
- アンゴルモア元寇合戦記〜一所懸命TV〜（動画、月2回）
- WEBラジオ ぞく!『花丸通信』（不定期）
- おとじょ!!（動画、プレミアム番組）
- オーバーロードII〜ナザリック地下大墳墓 定例報告会〜（隔週）
- ラジオピリオド ―ワイズマンの秘密基地―
- Butlers 〜千年百年音語〜（隔週、おまけコーナーあり）
- あそびあそばせらじお おききあそばせ（隔週、おまけコーナー有り）
- 緒方恵美の晴天ヘキレキ! マンスリートークライブラジオ（第2火曜日、動画）
- ソードアート・オンライン オルタナティブ ガンゲイル・オフライン
- ハクメイとミコチ ラジオの日（隔週）
- ラジオ かくりよの宿飯 〜あやかしお宿でおしゃべりします〜（おまけコーナー有り）
- はるかなレシーブ わたしたちは、スタジオの中でペアになった――（おまけコーナー有り）
- 干物妹うまるちゃんR 妹'Sの だらだラジオ（不定期、おまけコーナー有り）
- ちおちゃんの通学路 中の下を行くラジオ（隔週、おまけコーナー有り）
- イワトビちゃんねるDF（SP回）
- 橘まおと花澤さくらのあかべぇらじお（月1）
- 結城友奈は勇者である 勇者部活動報告〜ラジオの章〜
- radio WIXOSS - conflated edition -
- TVアニメ『多田くんは恋をしない』多田珈琲店でほっとひと息（隔週）
- 僕のヒーローアカデミア ラジオ オールマイトニッポン（隔週）
- WHITE ALBUM2 同好会ラジオ 2018（隔週）
- 竹達彩奈のうらなう番組 〜タイトルは画数で決めました〜（SP回、おまけコーナー有り）
- オリヒメヨゾラの美少女ゲームタイムパラドックス!
- AXL ラジオ「キュリオディーラー」ラージャスタン放送局!（隔週、おまけコーナー有り）
- ＜音泉＞で俺にラジオを作らせろ!（SP回、おまけコーナー有り）
- 天津向のアニメここまで言って委員会（SP回）
- 藤田茜・下地紫野 仕事で会えないからラジオはじめました。（SP回、おまけコーナー有り）
- 音泉サバゲ〜音泉将軍!サムライ&くのいち育成計画!!〜（SP回、動画）
- 『閃乱カグラ』原田ひとみ・喜多村英梨の超にゅうにゅうラジオ
- 千本木彩花・和多田美咲・赤尾ひかるのようこそ!グリーンハーベスト（動画）
- つくもがみ貸します〜出雲屋見聞録〜（おまけコーナー有り）
- 三木眞一郎の「あいや暫」（隔週、プレミアム番組）
- ラジリスク新章 〜甲賀忍放送〜（隔週）
- ラジリスク新章 〜伊賀忍放送〜（隔週）
- 宇宙漁師候補生がラジオやってみた!宇宙漁業団非公認!花林とほの花とももことソラとウミのラジオ!略してギョギョッとラジオ!さらに略してギョギョラジ!
- うちのメイドがウザすぎる! 〜キャッキャウフフするラジオ!〜
- ナルウザクスダの!
- TVアニメ『俺が好きなのは妹だけど妹じゃない』お兄ちゃんが好きすぎて困ってしまう妹のラジオです。（おまけコーナー有り）
- カバネリツアーズ -乱-
- ラジオインアビス 〜リコとレグとナナチの探窟ラジオ〜
- ちゅんたかラジオ 〜抱かれたい男1位と喋っています。〜（隔週）
- Wake Up, Girls!のがんばっぺレディオ!
- ガールズ&パンツァーRADIO カメさんチーム、卒業準備中!
- アメイジング・グレイス〜オーロラナイト〜（隔週、おまけコーナー有り）
- ComicFesta Radio 終電後、カプセルホテルで、菅原慧の微熱伝わる夜。（月2回、おまけコーナー有り）
- とあるラジオの禁書目録III
- 音泉ジュニアのラジオ「卯野春香・湊元りょうの聖なるブラックゾーン」
- 音泉ジュニアのラジオ佐藤元・坂下拓郎の仕事でしか会わないけどラジオはじめました
- 音泉ジュニアのラジオ「守屋亨香と星谷美緒のムシャムシャ・コミュニケーションズ」
- 音泉ジュニアラジオ「佐藤祐吾、千葉瑞己の筋トレ男子」
- 八尋まみと小波すずの混ぜるなキケン!
- 知りたいことが多すぎるKENN（隔週、プレミアム番組）
- TVアニメ「殺戮の天使」さつてんラジオ（隔週）
- 覇穹 封神演義 〜センカイクロニクル〜 presents 高梨謙吾・松澤千晶のセンクロレディオ
- ラジオ「劇場版 夏目友人帳 〜うつせみの章〜」（毎月24日）

#### 2019年
- ラジオCONCEPTION〜私のラジオを聴いてくれ!〜（おまけコーナー有り）
- パンデモニウムモンブラン〜ベルゼブブ嬢のお気に召すまま。〜
- 長久友紀のやきゅとりは塩ですか?タレですか?（隔週、プレミアム番組）
- 鷲崎健・久保ユリカ 仕事で会えないからラジオはじめました。
- 音泉ジュニアのラジオ「徳留慎乃佑・雨宮夕夏・村井美里の女子会ノリでラジオがしたい!」
- 音泉ジュニアラジオ「五十嵐巧巳・飯田友子のすごいラジオ」
- 立花理香のハッピーマネー・プロジェクト（第1、第3金曜日）

#### 2020年
- 劇場版「Fate/stay night [Heaven's Feel]」〜もし、わたしがラジオをやったら、許せませんか？〜Ⅲ
- アズレン すて〜しょん♪
- とあるラジオの超電磁砲T 常盤台放送部
- Summer Pockets Radio〜鳴瀬家の食卓 〜
- PsyChe（プシュケ）の私花。らじお!
- プランダラジオ
- 放課後ていぼうラジオ
- DIALOGUE+ONLINE
- 清桜〜ラジオはじめました〜
- 檜山修之のあにめじ湯
- TVアニメ「鬼滅の刃」公式WEBラジオ　鬼滅ラヂヲ
- ComicFesta Radio ユステイル種族集会
- TVアニメ「トニカクカワイイ」司と星空のカワイイ＆尊い新婚ラジオ略してトニラジ!
- アニメGRIDMAN ラジオ とりあえずUNION
- あんさんぶるスターズ!!『ALKALOID』＆『Crazy:B』のラジオスクエア!!
- 告RADIO 2020
- ラジオインアビス 〜リコとレグとナナチの探窟ラジオ〜
- ムヒョとロージーの魔法律相談事務所 〜ムヒョロジラジオ〜

#### 2021年
- Cheer球部!全校応援ラジオ ちあたま、さくよ!??
- セガ ガールズ通信 広報宣伝ラジオ
- 魔王学院の不適合者 〜史上最強の魔王の始祖、転生して子孫たちのラジオに出る〜
- Vivy -Fluorite Eye’s Radio-
- ComicFesta Radio 青春は突然に。ラジオも突然に。
- のんのんびよりうぇぶらじお のんのんだより のんすとっぷ!なのん
- 恋する乙女と守護の楯 Re:boot The SHIELD9〜アイギスラジオ〜
- 風音と遥そらの恋姫らじお
- ご注文はラジオですか？BLOOM
- 群雄割局! 織田シナモン信長ワンだふるラジ尾
- ラジオ「結城友奈は勇者である 花結いのきらめき」勇者部活動報告
- 告RADIO 3
- 瀬戸麻沙美と日高里菜のお（を）したい!
- 連盟空軍広報局公式放送　LNAF.OA.ラジオワールドウィッチーズ
- ポポナとハトスケのイドラジオ! ロウorカオス
- アズレン ナビゲーション!
- 乙女ゲームの破滅フラグしかないラジオパーソナリティーに転生してしまった…
- 猫好き推奨ラジオ ねこまっしぐら！我ら猫党！
- 東京ドールズRADIO!―国土調査院放送局―
- 相坂優歌と前田玲奈のトガリズム２
- ファンタジア・リビルド エンデと理乃の「愛した世界を紡ぐラジオ」
- 究極進化したフルダイブRPGが現実よりもクソゲーだったら 極・ラジオ
- 精霊幻想記アナザーテイルラジオ ～私の胸をかしてあげる～
- 探偵と助手の【たんもしRADIO】 (※特番が2022年～毎年1回配信)
- ゆうきとゆいのラジオで2人暮らし
- 美少女ゲームMUSIC ON AIR!

#### 2022年
- 結城友奈は勇者である 勇者部活動報告〜大ラジオの章〜
- ラジオインアビス～成れ果て村滞在記～
- 恋愛幕末カレシ〜時の彼方で花咲く恋〜WEBラジオ「イキザマラジオ恋」
- Re:ゼロから始める異世界生活 Lost in Memories 〜ルグニカ王国伝令局〜 リゼロス通信
- 告RADIO
- ストブらじお 雪菜と凪沙のおとなり放送局
- 会沢紗弥と花井美春の「まったく、女子高生は最高だぜ!!」
- 耳かきマッドサイエンティスト伊ヶ崎がダミヘで世界征服を目論むラジオ
- 葉山翔太・榊原優希の Make it!フクリエイト
- 乙女ゲー世界はMCに厳しいラジオです

#### 2023年
- 高尾奏音の「かのんソナタ～第一楽章～」
- 高尾奏音の「かのんソナタ～第二楽章～」
- ULTRADIO
- TVアニメ「経験済みなキミと、経験ゼロなオレが、お付き合いする話。」イッチーとニッシーの陰キャ配信
- TVアニメ「私の百合はお仕事です！」WEBラジオ「カフェ・リーベ女学園より愛を込めて」
- 私花。らじお！〜sprout〜
- 夢見る男子は現実主義者　夢見る？現実放送部！
- TVアニメ「トモちゃんは女の子！」キャロルのふわっとRADIO
- リコリコラジオ
- 石谷春貴、ラジオで磨く。
- セブンイレブン presents 佐倉としたい大西
- 天﨑滉平・大塚剛央の「僕たちもう、フレンドですよね？」
- 友梨・花凜・李央のらじおぽんぽこぽん
- 花守ゆみり 404RADIO
- メイプルとサリーの防御特化とインターネットラジオ。２
- ツンデレ悪役令嬢リーゼロッテと実況の遠藤くんと解説の小林さんと進行の楠木さん
- TVアニメ「聖女の魔力は万能です Season2」〜セイとリズのお茶会ラジオ〜
- ODDTAXI RADIO～今いい感じなんです～
- 神無き世界のラジオ活動！
- 「佐々木と宮野」ささみゃーラジオ―卒業編―
- 『シュガーアップル・フェアリーテイル』 ヒューとキャットのシュガーアップルラジオ
- 『恋愛フロップス』ラジオ おいでよ！あさひんち
- さやとみはるのさんかくカンケイ（※最終回配信日未定)
- 笠間淳・梶原岳人のふらっと紀行! 〜…え？スタジオからは出られないんですか？〜
- MoeMiののんびりプティフール
- 三木眞一郎の三木印

#### 2024年
- 佐藤日向・小泉萌香のバトってダイナソー☆
- 村井の恋～エクストリーム胸きゅんラジオ～
- 死神坊ちゃんと黒メイド　坊ちゃんとアリスとラジオ
- じいさんばあさん若返る「正蔵とイネのおしどりラジオ」＆「未乃と詩織のなかよしラジオ」
- SYNDUALITY Noir ロックタウン放送局
- ポッドのPodcast｜アニメ「NieR:Automata Ver1.1a」
- のむこがみなみ
- 原神公式ラジオ テイワット放送局
- 青春ブタ野郎はバニーガール先輩とおでかけシスターのラジオを聴きたい
- TVアニメ「結婚するって、本当ですか」〜ラジオやったら、聞いてくれますか？〜
- 『僕の妻は感情がない』NO KANJO NO WIFE
- SHY RADIO～恥ずかしいけどパーソナリティー頑張ります！～
- 魔王学院の不適合者Ⅱ　～史上最強の魔王の始祖、転生して子孫たちのラジオに出る～
- 響け！ユーフォラジオ３
- 即死トークが最強すぎて、リスナーのやつらがまるで相手にならないんですが。
- 盾の勇者の成り上がりSeason 3 普通にラジオをお届けするラフタリアとフィーロ
- ラジオでも陰の実力者になりたくて！2nd season
- 東海オンエア虫眼鏡・島﨑信長　声YouラジオZ

#### 2025年
- 狩りトークバラエティ モンハンラジオ ハンマーでいかせてもらいます

## 文化放送お引越し
- 内田真礼とおはなししません!?
- 雲水の今晩どうしましょう!?
- 土岐隼一 ラジオ "Time with You"

## イベント・特別番組

### インターネットラジオステーション＜音泉＞10周年記念24時間生放送
配信日：2014年7月5日～7月6日
出演者
配信スケジュール

### インターネットラジオステーション＜音泉＞27時間ニコ生放送
配信日：2018年7月14日～7月15日
配信スケジュール

### 音泉特番生放送 ～鷲崎・藤田がイカれた情報を紹介するぜ～
配信日：2020年6月28日
出演者：鷲崎健、藤田茜

### インターネットラジオステーション＜音泉＞12時間ニコ生放送！＜音泉＞がリニューアルしました！
配信日：2020年8月9日
出演者：下野紘、鷲崎健、天津向
ゲスト：会沢紗弥、雨宮夕夏、歩サラ、飯田友子、五十嵐巧巳、伊藤彩沙、卯野春香、小泉萌香、古賀葵、篠原侑、坂下拓郎、佐藤元、佐藤日向、佐藤祐吾、洲崎綾、鈴木崚汰、鈴代紗弓、高槻かなこ、千葉瑞己、徳留慎乃佑、野村香菜子、花井美春、稗田寧々、檜山修之、広瀬裕也、ファイルーズあい、藤田茜、船戸ゆり絵、星谷美緒、富田美憂、前田佳織里、南早紀、湊元りょう、宮本侑芽、村井美里、村上奈津実、守屋亨香 ほか

### ＜音泉＞祭り2021春 ～UPDATE～
配信日：2021年6月12日
会場：舞浜アンフィシアター
出演者：会沢紗弥、飯田友子、礒部花凜、伊藤彩沙、楠木ともり、小泉萌香、古賀葵、駒形友梨、 篠原侑、佐藤日向、下野紘、白河みずな、洲崎綾、鈴代紗弓、⾼尾奏⾳、土屋李央、天津向、 富田美憂、野村香菜子、花井美春、林鼓子、稗田寧々、ファイルーズあい、藤田茜、 前田佳織里、南早紀、村井美里、 村上奈津実、守屋亨香、鷲崎健、ほか

### ＜音泉＞アップデート記念 特番ニコ生 in大井競馬場
配信日：2021年8月2日
会場：大井競馬場
出演者：富田美憂、前田佳織里、篠原侑、守屋亨香、会沢紗弥、花井美春

### 新番組特番生放送「やっぱり！アニラジといえば、音泉だね！」
配信日：2021年10月10日
出演者：鷲崎健、藤田茜、高尾奏音、鈴木崚汰、会沢紗弥、若山詩音、木野日菜、玉城仁菜、井澤詩織、照井春佳、内山夕美、黒沢ともよ

### ＜音泉＞祭り2022夏 PREMIUM
配信日：2022年7月27日
会場：ベルサール高田馬場
会沢紗弥、天﨑滉平、石毛翔弥、礒部花凜、熊谷健太郎、小泉萌香、駒形友梨、篠原侑、佐藤元(声優)、佐藤日向、下野紘、直田姫奈、種田梨沙、土屋李央、天津飯大郎、富田美憂、夏吉ゆうこ、野上翔、野村麻衣子、花井美春、稗田寧々、藤田茜、前田佳織里、松岡禎丞、守屋亨香、鷲崎健、髙橋ミナミ、根本京里、高尾奏音、えきぞちっく❤あにま〜る

### ＜音泉＞祭り2023夏～ONSEN NEXT STAGE～
配信日：2023年6月24日
青山吉能、飯塚麻結、礒部花凜、内山悠里菜、緒方佑奈、木野日菜、篠原侑、佐藤日向、下野紘、鈴代紗弓、鷹村彩花、種田梨沙、土屋李央、富田美憂、稗田寧々、ファイルーズあい、前田佳織里、松井恵理子、宮原颯希、村上まなつ、守屋亨香、鷲崎健

### 音泉祭り2024～アニラジといえば、音泉だね～
配信日：2024年9月7日
会場：TACHIKAWA STAGE GARDEN
出演者：下野紘、檜山修之、天津飯大郎、川島零士、浅野真澄、和泉風花、礒部花凜、稲垣好、石見舞菜香、希水しお、高野麻里佳、篠原侑、鈴木愛奈、鈴代紗弓、種田梨沙、土屋李央、林鼓子、前田佳織里、松井恵理子、岬なこ、守屋亨香、結川あさき、南早紀